# Pretoriana maculosa
Pretoriana maculosa là một loài ruồi trong họ Tachinidae.